# Orestes Rodríguez
Orestes Rodríguez Vargas (Lima, 4 luglio 1943 – 19 novembre 2024) è stato uno scacchista peruviano naturalizzato spagnolo.
Ottenne il titolo di Maestro Internazionale nel 1972 e di Grande Maestro nel 1978.
Negli anni '80 si trasferì dalla Federazione scacchistica peruviana a quella spagnola.

## Principali risultati
Vinse cinque volte il campionato peruviano (1968, 1969, 1970, 1971, 1972).
Partecipò a 7 edizioni delle olimpiadi degli scacchi: dal 1964 al 1988 con il Perù, nel 1992 con la Spagna.
Vinse una medaglia d'argento in prima scacchiera nelle olimpiadi di Buenos Aires 1978.
Nel 1970 fu secondo a L'Avana, dietro a Eleazar Jiménez, nel Campionato Panamericano (Pan American Chess Championship).
Vinse la 17ª edizione del Torneo di Capodanno di Reggio Emilia (1974/75).
Altri risultati di torneo: 2° a Buenos Aires nel 1973, 3° a Lanzarote nel 1976, 2° a Alicante nel 1977, =1°-2° a Terrassa nel 1989, 2° a Barcellona nel 1991.
Con il club CE Vulcà Barcelona vinse 5 volte il campionato spagnolo a squadre (1980, 1981, 1982, 1983, 1995).